# Sanitätsregiment 4
Das Sanitätsregiment 4 (SanRgt 4) ist eine militärische Dienststelle des Zentralen Sanitätsdienstes der Bundeswehr, die dem Kommando Sanitätsdienstliche Einsatzunterstützung in Weißenfels unterstellt ist. Die etwa 200 Angehörigen des Sanitätsverbandes sind in der Theodor-Blank-Kaserne in Rheine stationiert.

## Geschichte
Mit seinem Tagesbefehl vom 1. Juli 2019 hat der Generalinspekteur der Bundeswehr entschieden, zum 1. April 2020 ein zusätzliches Sanitätsregiment in der Theodor-Blank-Kaserne in Rheine aufzustellen und zu stationieren. Der Verband besteht in seiner Anfangsaufstellung neben einem Stab aus zwei Sanitätskompanien und einer Sanitätsausbildungskompanie mit insgesamt 200 Soldaten. Weitere Einheiten werden unmittelbar folgen. Die Zielgröße für das neue Sanitätsregiment liegt bei rund 1000 Kräften. Am 8. Juli 2021 wurde das Regiment in Anwesenheit von Bundesverteidigungsministerin Annegret Kramp-Karrenbauer sowie Bundesgesundheitsminister Jens Spahn in Dienst gestellt.

## Auftrag
Das Sanitätsregiment 4 ist ein Verband der Sanitätstruppe für die sanitätsdienstliche Unterstützung von Einsätzen zur Krisenbewältigung und Konfliktverhütung, zur Landes- und Bündnisverteidigung, zur humanitären Hilfe sowie von einsatzgleichen Verpflichtungen. Es ist dafür mit mobilen sanitätsdienstlichen Einsatzkräften der Versorgungsebenen 1 (Erste notfallmedizinische Versorgung) bis 2 (Rettungszentrum) ausgestattet. Hierzu zählen die ersten notfallchirurgischen, internistischen, psychiatrischen und zahnärztlichen/oralchirurgischen Maßnahmen im Anschluss an die erste allgemein- und notfallmedizinische Erstversorgung.
Die Regimentsführung des Sanitätsregimentes 4 nimmt die truppen- und fachdienstlichen Führungsaufgaben auf Verbandsebene gegenüber den unterstellten Einheiten im Grundbetrieb wahr. Zudem gewährleistet sie die Ausbildungs- und Übungs-Fähigkeit sowie die Einsatzbereitschaft der unterstellten Einheiten.
Das Sanitätsregiment 4 arbeitet mit der vorgesetzten Kommandobehörde im Rahmen des Ausbildungs-, Übungs- sowie des Einsatzverbundes eng, insbesondere mit sanitätsdienstlichen Gesundheitseinrichtungen, den Sanitätsstaffeln Einsatz, den Versorgungs- und Instandsetzungszentren Sanitätsmaterial, den Sanitätsstaffeln Sanitätsmaterialversorgung Einsatz und den übrigen Verbänden der Sanitätstruppe sowie den sanitätsdienstlich zu unterstützenden Truppenteilen zusammen.

## Gliederung
Das Sanitätsregiment 4 besteht in seiner Anfangsgliederung aus drei Kompanien. Zur Führung dieser Einheiten dient der Stab des Sanitätsregiments 4. Dieser setzt sich aus der Regimentsführung, den Stabsabteilungsleitern und dem Stabszug zusammen.

## Führung
| Nr. | Name                               | Beginn der Amtszeit | Ende der Amtszeit |
| --- | ---------------------------------- | ------------------- | ----------------- |
| 3   | Oberfeldarzt Michael Hinrichs      | 15. Juni 2023       |                   |
| 2   | Oberfeldarzt Mascha-Christine Groß | 29. April 2021      | 15. Juni 2023     |
| 1   | Oberfeldarzt Philipp Géronne       | 1. April 2020       | 29. April 2021    |

### Krankentransportkompanie
Die 2. Kompanie stellt als Krankentransportkompanie zum einen den Kranken- und Verwundetentransport sowie die Betreuung der Patienten sicher und besitzt zum anderen die Mittel, um in hochmobilen Rettungsstationen eine erste notfallmedizinische Behandlung zu gewährleisten. Dazu hält sie das Assistenzpersonal, entsprechendes notfallmedizinisches Material und geschützte sowie ungeschützte Transportmittel zur Patientenevakuierung und deren Stabilisierung sowie Rettungsstationen bereit, welche in einem Auslandseinsatz mit entsprechenden Notfallmedizinern personell verstärkt werden. Im Inland ist die Kompanie für den fachlichen Kompetenzerhalt ihres medizinischen Personals sowie für die materielle Einsatzbereitschaft verantwortlich. Somit ist die Krankentransportkompanie ein wichtiges Bindeglied auf dem Weg zur Behandlungsebene 2 in Form eines Rettungszentrums.

### Sanitätskompanie Rettungszentrum
Die 3. Kompanie hält als Sanitätskompanie Rettungszentrum Personal und Material bereit, um bei Erfordernis die Behandlungsebene 2 in Form eines Rettungszentrums abbilden zu können. In dieser Behandlungseinrichtung können umfassende Schockbekämpfung, erste notfallchirurgische Eingriffe, begrenzte weiterführende Diagnostik und intensivmedizinische Behandlung sowie eine generelle Pflege von Erkrankten und Verwundeten durchgeführt werden. Hierzu besitzt die Kompanie Zelte und Container, welche sich je nach Erfordernis modular erweitern lassen, um so lageangepasst und nachhaltig durchhaltefähig zu sein.

### Sanitätsausbildungskompanie
Die 11. Kompanie führt ab 2021 für bis zu 192 Rekruten die Allgemeinmilitärische Grundbefähigung militärisches Personal für den Sanitätsdienst der Bundeswehr durch. Sie setzt sich aus dem zweimonatigen Grundmodul (einer verkürzten Grundausbildung) und dem anschließenden einmonatigen Ergänzungsmodul zusammen.

## Internes Verbandsabzeichen
Das Regimentswappen Sanitätsregiment 4 hat die Form des heraldischen Dreieckschildes. Dieser ist durch einen im unteren Bereich rund verlaufenden Göpelschnitt in drei Teile aufgegliedert. Das rechte Feld zeigt das Wappen des Sanitätsdienstes der Bundeswehr, das linke Feld gibt das Stadtwappen der Stadt Rheine wieder und im unteren Teil sind Schlägel und Eisen dargestellt.

### Wappenbegründung vorderes (linkes) Feld
Die in Dunkelblau (5013 Kobaltblau) gehaltene rechte Seite symbolisiert die „Waffenfarbe“ der Sanitätstruppe der Bundeswehr. Das in der Mitte gelegene Eiserne Kreuz bildet das Hoheitsabzeichen der Bundeswehr ab. Dieses ist überlagert vom Äskulapstab, ein von einer Schlange umwundener Stab. Ursprünglich war er ein Attribut des Asklepios (dt.: Äskulap), des Gottes der Heilkunde in der griechischen Mythologie. Heute ist er das Symbol des ärztlichen und pharmazeutischen Standes und spiegelt somit alle Approbationen der Bundeswehr wider (Arzt, Zahnarzt, Tierarzt oder Apotheker).

### Wappenbegründung hinteres (rechtes) Feld
Das Wappen der Stadt Rheine ist ein roter Balken, auf goldenem Grund. Dieser ist belegt mit drei sechsstrahligen, auf eine Spitze gestellten, goldenen Sternen. Die Farben und das Metall waren ursprünglich Gold-Rot-Silber, wurden dann im 17. Jahrhundert in die Farbe und Metalle Silber-Rot-Gold gewandelt und schließlich im Jahre 1954 zu der Farbe und Metall Gold-Rot-Gold. Als Helmkleinod wird verwendet ein goldener Stern zwischen offenem, von Gold und Rot übereck geteiltem Flug. Vorlage des Stadtwappens ist das um die drei goldenen Sterne erweiterte Stiftsschild des Hochstifts Münster. Die Blasonierung unterstreicht den Anspruch der territorialen Herrschaft über die Stadt durch das Hochstift. Die dem Wappen des Bistums hinzugefügten drei Sterne sind Symbole für den heiligen Dionysius als Patron der ersten Kirche und somit Schutzheiligen der Stadt sowie dessen zwei engen Vertrauten Rusticus und Eleutherius. Das Symbol repräsentiert das am Standort RHEINE stationierte und eng mit der Stadt verbundene Sanitätsregiment 4.

### Wappenbegründung unteres Feld
Das auf rotem Hintergrund des Landeswappen Nordrhein-Westfalens dargestellte Symbol von Schlägel und Eisen soll die Verbundenheit zur Bergbauregion Nordrhein-Westfalen darstellen. Die Traditionellen Werkzeuge Schlägel und Eisen wurden früher im Bergbau verwendet. Diese Handarbeit war über Jahrhunderte die einzig dauerhafte Technik zum Vortrieb von Stollen, Strecken und Schächten durch das feste Gestein. Erst im 17. Jahrhundert verdrängte das Schießen mit Schwarzpulver diese Handarbeit. Seit der ersten Hälfte des 16. Jahrhunderts ist es als Bergmannswappen gebräuchlich. Das in der linken Hand gehaltene Eisen ist mit dem Griffholz nach links und dem Spitzeisen nach rechts ausgerichtet. In dieser Anordnung liegen die Werkzeuge griffbereit und der Schlägelholm zur rechten Hand des Rechtshänders hin. Das Überkreuzen der Holme macht das Werkzeugpaar sicherer durch Tasten – auch im Dunkeln – auffindbar. Die Symbolik von Schlägel und Eisen bedeutet nicht nur „Tatkräftigkeit und handwerkliches Geschick“, sondern weist auch auf den besonderen Zusammenhalt der „Kumpel“ unter Tage hin. Dieses sind Attribute, die für alle Angehörigen des neuen Sanitätsregiment 4 ebenso gelten sollten. Darüber hinaus stehen Schlägel und Eisen auch für einen Prozess der Transformation und des Wandels (Ende des Bergbaus). Ein ähnlich tiefgreifender Wandel mit der Refokussierung auf Landes- und Bündnisverteidigung führte letztendlich zur Aufstellung des Regiments.